# Olimpia Grudziądz

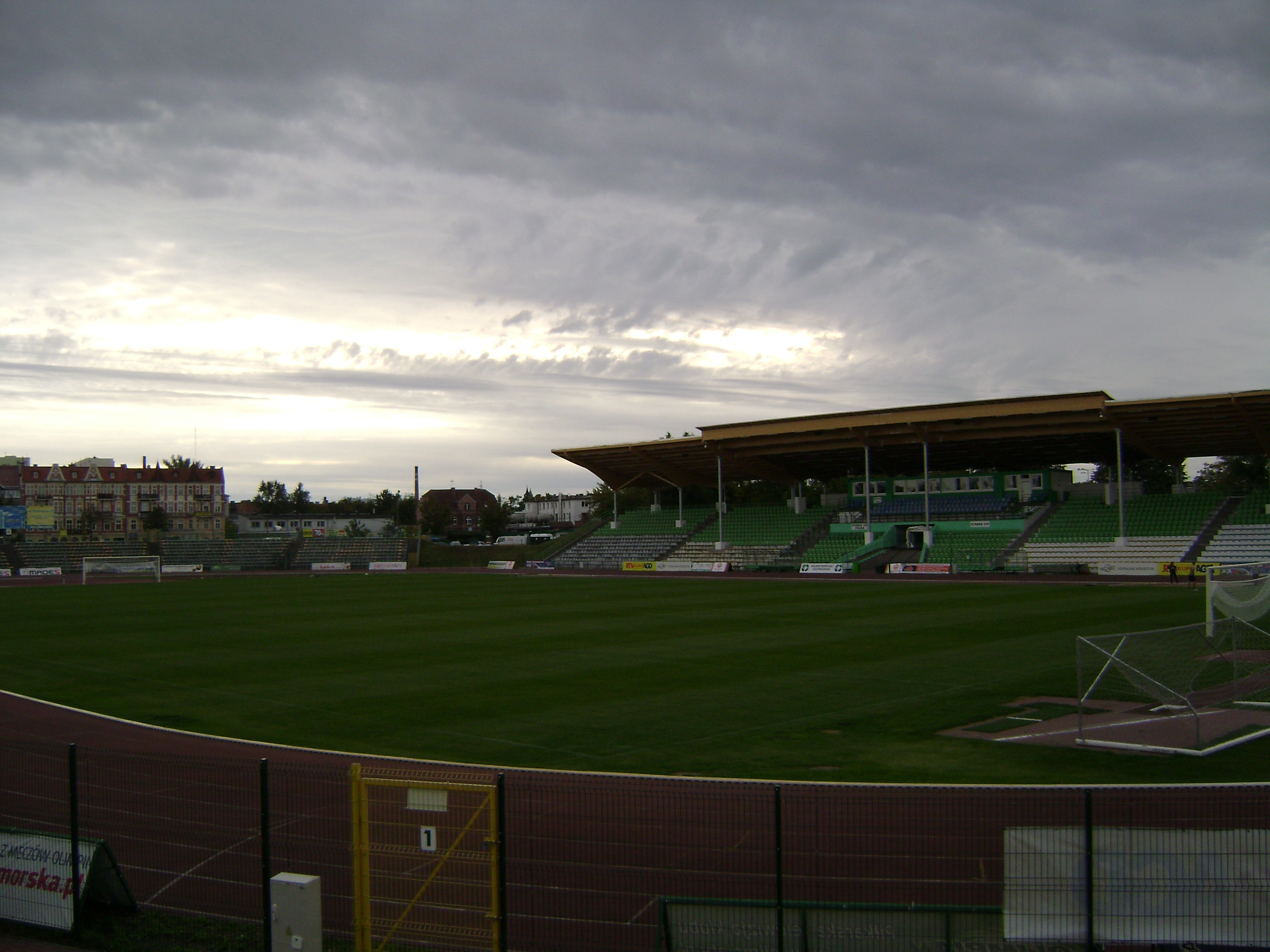
Het Stadion Centralny in Grudziądz

GKS Olimpia Grudziądz (volluit Grudziądzki Klub Sportowy Olimpia Grudziądz) is een Poolse omnisportclub uit Grudziądz.
De club werd op 30 juni 1923 opgericht en doet aan atletiek, judo, tafeltennis, tennis, basketbal, bridge, roeien, schaken, voetbal en zeilen.

## Voetbal
De voetbalafdeling is het bekendst en speelt anno 2012 in de I liga, het tweede niveau in Polen, waarnaartoe de club in 2011 promoveerde. Pas een seizoen eerder promoveerde de club naar de  II liga. Er wordt gespeeld in het Stadion Centralny waar plaats is voor 5250 toeschouwers.

### Bekende (oud-)spelers
- Ricky van Haaren
- Omran Haydary

## Atletiek
De atletiekafdeling kent in Bronisław Malinowski (olympisch kampioen in 1980 op de 3000 meter steeplechase) en marathonloopster Krystyna Kuta enkele bekende (oud-)leden.